# Brégy
Brégy ist eine französische Gemeinde im Département Oise in der Region Hauts-de-France. Sie gehört zum Kanton Nanteuil-le-Haudouin im Arrondissement Senlis. Sie grenzt im Nordwesten an Chèvreville, im Nordosten an Bouillancy, im Osten an Réez-Fosse-Martin, im Südosten an Puisieux, im Süden an Douy-la-Ramée, im Südwesten an Oissery und im Westen an Ognes.
Frühere Ortsnamen waren Berregniacum und Bregiacum.

## Bevölkerungsentwicklung
| Jahr      | 1962 | 1968 | 1975 | 1982 | 1990 | 1999 | 2007 | 2014 | 2021 |
| --------- | ---- | ---- | ---- | ---- | ---- | ---- | ---- | ---- | ---- |
| Einwohner | 406  | 436  | 422  | 421  | 461  | 483  | 560  | 590  | 649  |

## Sehenswürdigkeiten

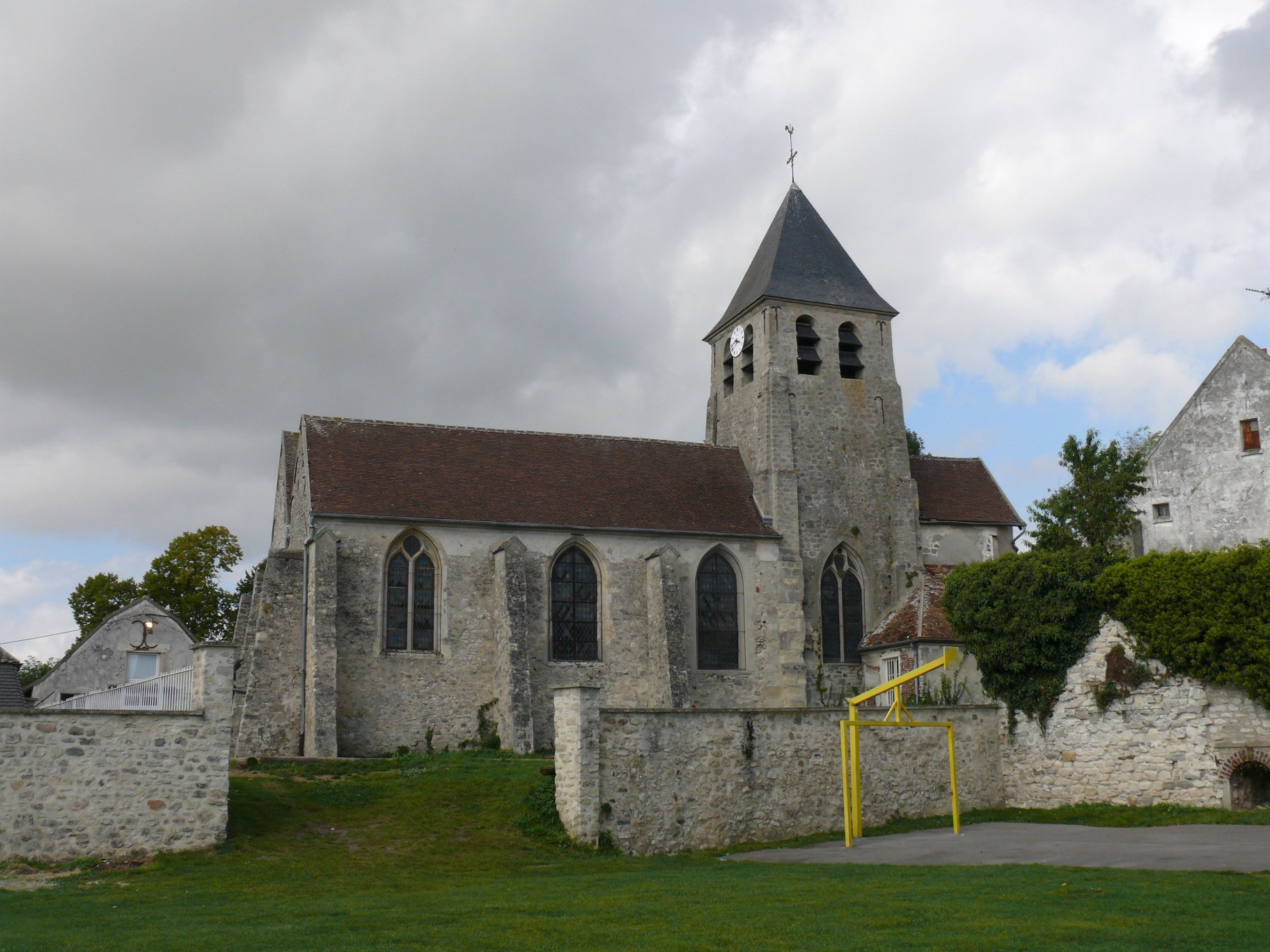
Kirche Saint-Pierre
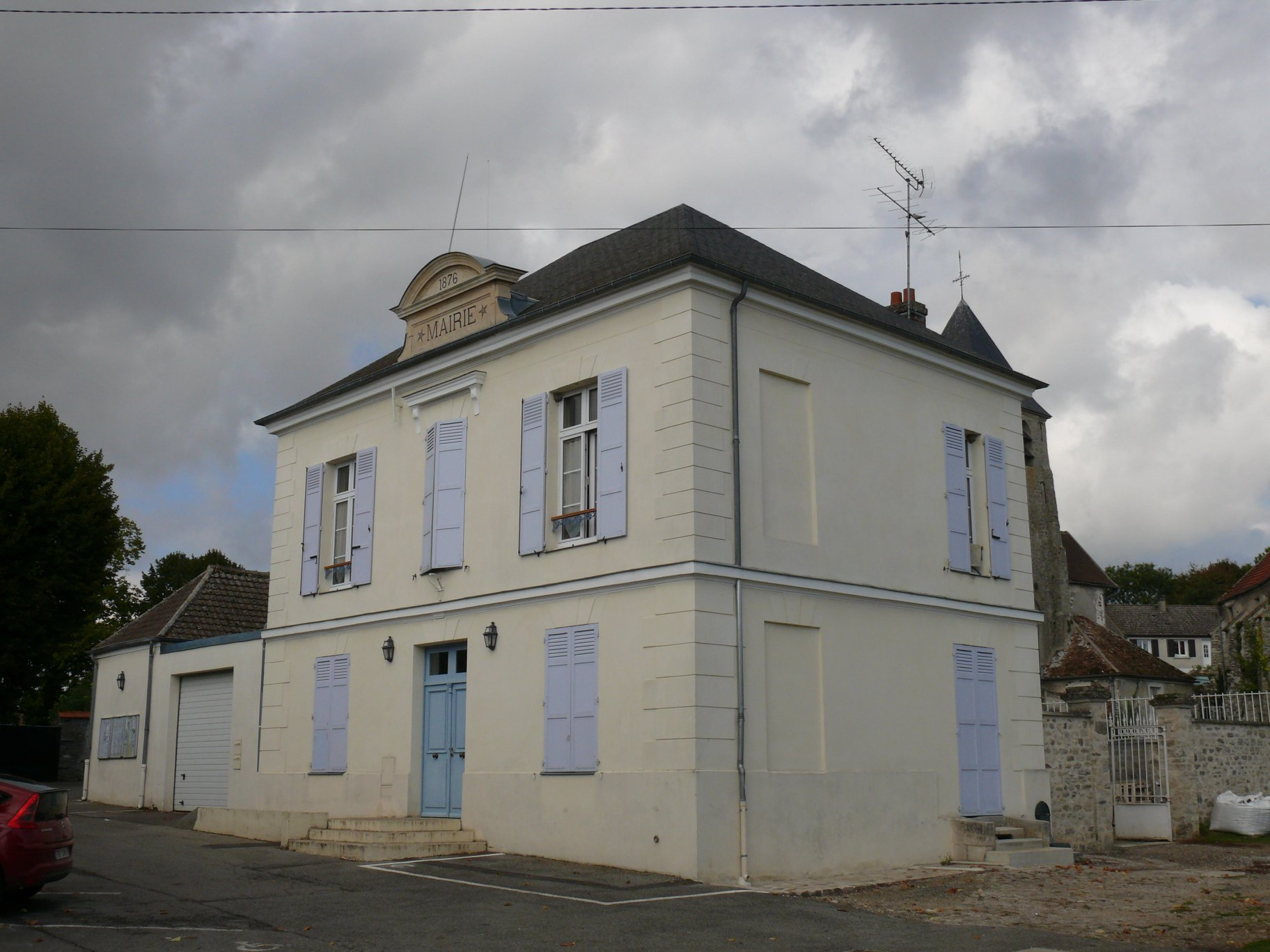
Mairie Brégy
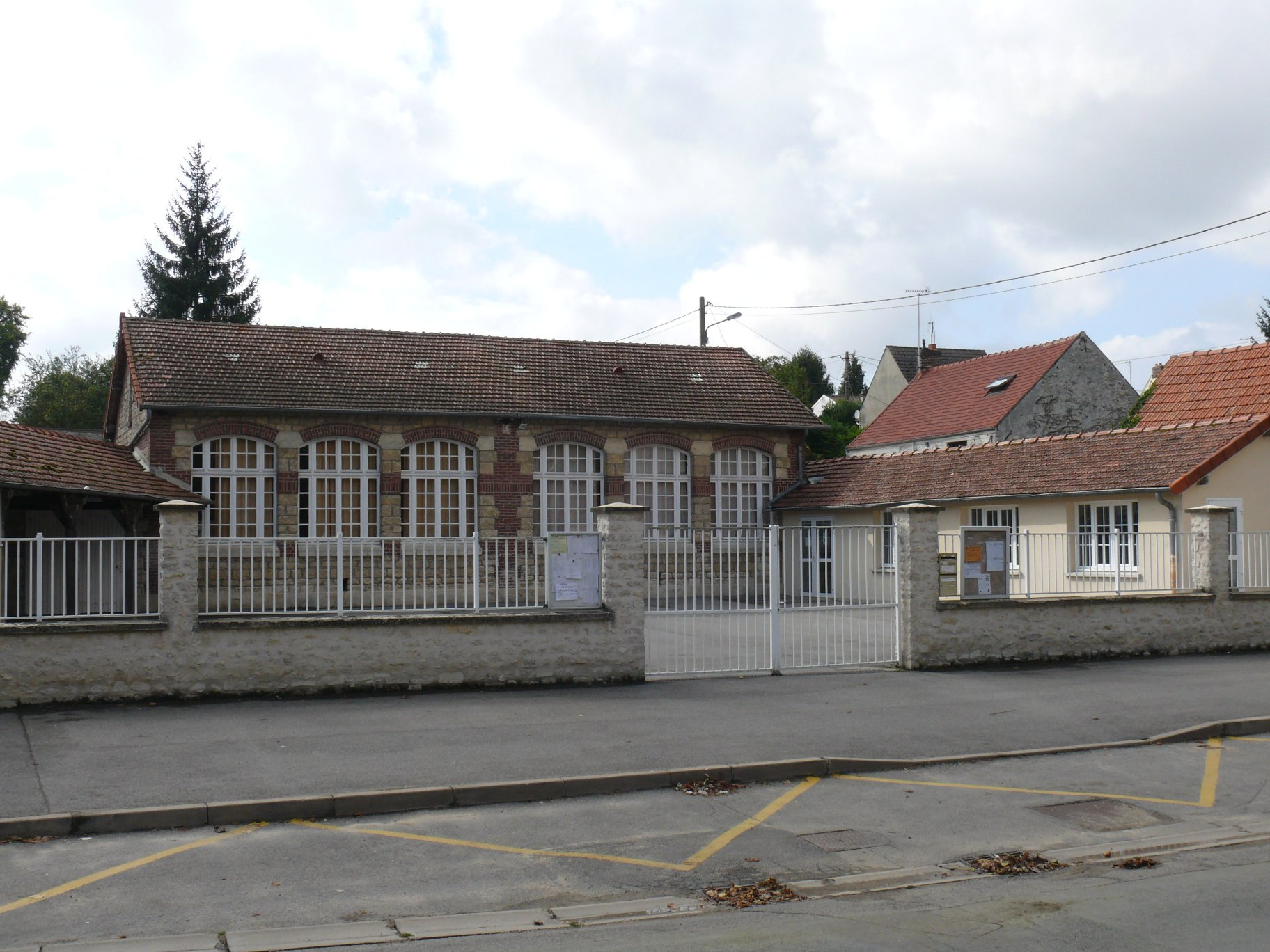
Schulhaus

- Kirche Saint-Pierre
- Mairie Brégy
- Schulhaus